# Aiptasia

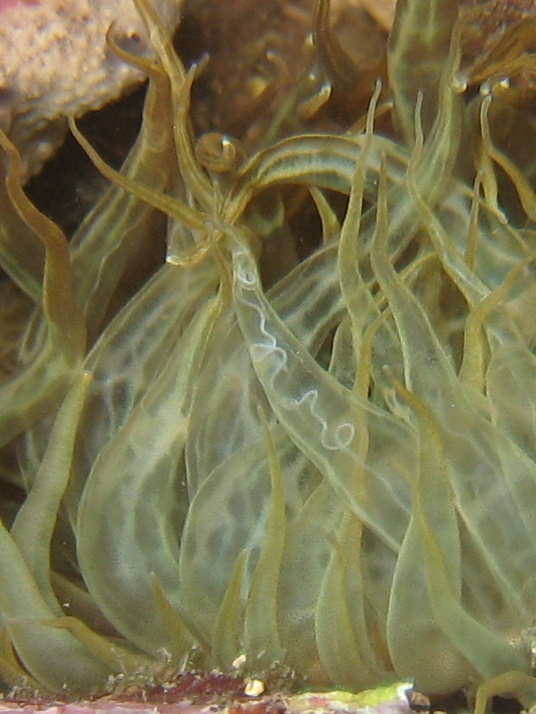
Aiptasia mutabilis.

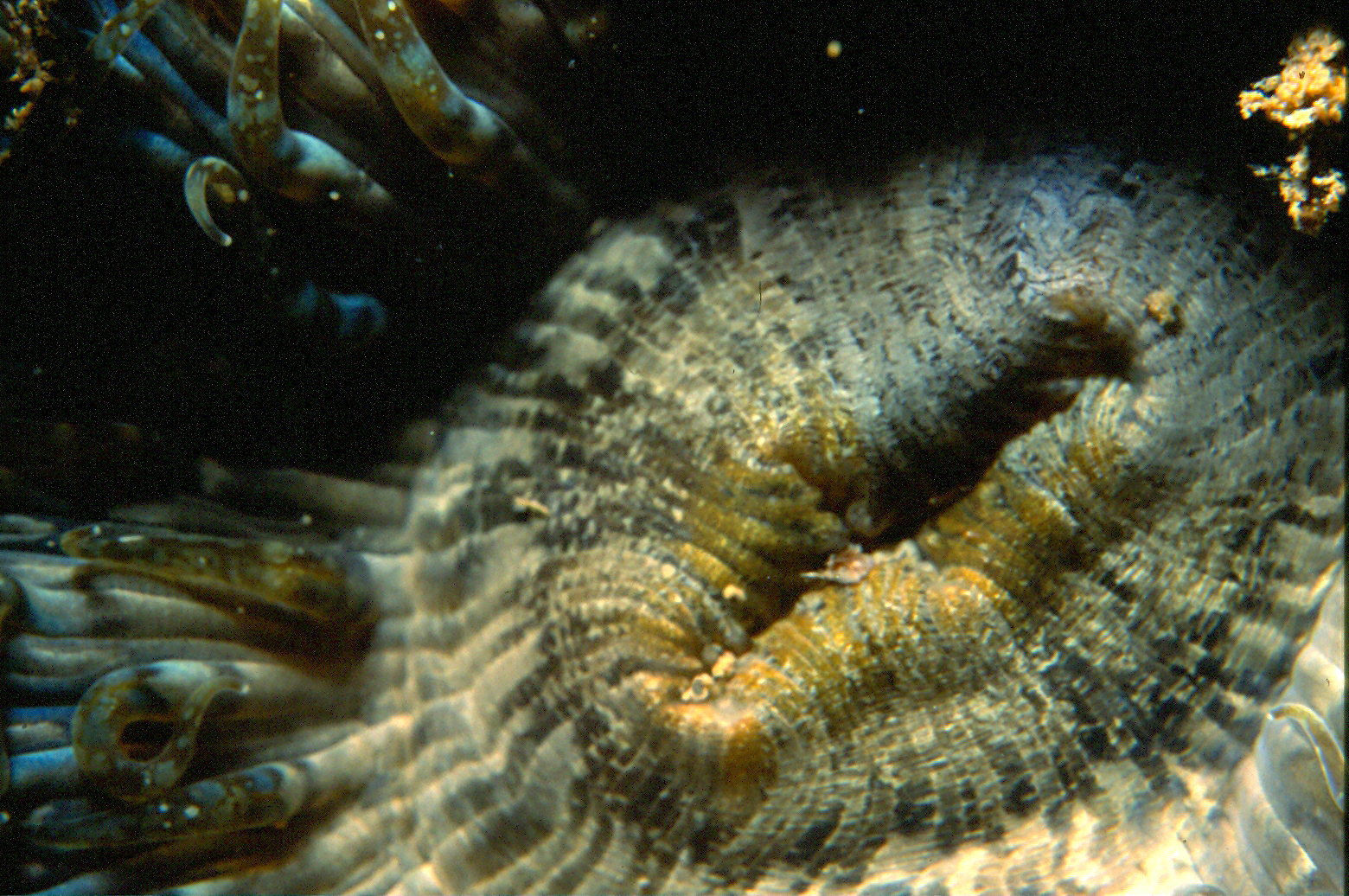
Disco oral y boca de Aiptasia mutabilis.

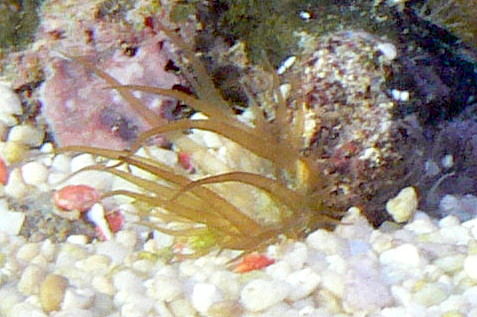
Aiptasia spp.

Aiptasia es un género de anémona de mar de la familia Aiptasiidae. Viven en aguas del Atlántico, el Mediterráneo, el mar Rojo, el Índico y en el océano Pacífico en California.

## Morfología
Su cuerpo es cilíndrico. Su extremo basal es un disco plano que funciona como pie, el disco pedal, que le permite desplazarse, y su extremo apical es el disco oral, el cual tiene la boca en el centro, y alrededor tentáculos compuestos de cnidocitos, células urticantes provistas de neurotoxinas paralizantes en respuesta al contacto. La anémona utiliza este mecanismo para evadir enemigos o permitirle ingerir presas más fácilmente hacia la cavidad gastrovascular. 
Los tentáculos, se presentan en múltiplos de seis o en arreglos irregulares y se distribuyen en círculos sobre el disco oral.
La coloración es en tonos ocres o verdosos y está muy condicionada por la concentración de algas simbiontes que conviven con las anémonas, las zooxantelas. Lo que está condicionado por la estación climática, temperatura y horas e intensidad de luz; siendo más marrones o rojizas en verano y más verdosas u ocre pálido en invierno.
Las especies del género presentan unas aperturas cerradizas llamadas cinclidos, por los que expulsan unos pequeños filamentos urticantes y adhesivos llamados acontios, como mecanismo de defensa.
Sus tamaños oscilan entre los 2 y los 10 cm.

## Hábitat y distribución
Son especies cuyos individuos viven tanto solitarios como en colonias. Se encuentra en rocas y grietas, así como en fondos arenosos o en macroalgas.
Se las encuentra tanto en aguas del Atlántico, pasando por las islas Azores, islas Canarias, las costas europeas, el Mediterráneo, hasta en aguas tropicales de 28 °C del océano Índico, desde Mozambique y Sudáfrica hasta el mar Rojo y en el océano Pacífico en California.

## Alimentación
Las Aiptasias contienen algas simbióticas, mutualistas (ambos organismos se benefician de la relación) llamadas zooxantelas. Las algas realizan la fotosíntesis produciendo oxígeno y azúcares, que son aprovechados por las anémonas, y se alimentan de los catabolitos de la anémona (especialmente fósforo y nitrógeno). No obstante, las anémonas se alimentan tanto de los productos que generan estas algas (entre un 75 y 90 %), como de las presas de zooplancton, que capturan con sus tentáculos.

## Reproducción
Se reproducen tanto asexualmente, por laceración pedal, en la que el animal se subdivide generando clones que se separan del disco pedal; o utilizando glándulas sexuales, encontrando un ejemplar del sexo opuesto. Son dioicas y expulsan los huevos y el esperma hacia aguas abiertas (ovíparas).
Tiene una tasa de reproducción muy alta, por lo que se convierte fácilmente en plaga de corales, almejas tridacnas, algas y acuarios marinos.

## Mantenimiento
Se debe dotar al tanque de rocas dónde se pueda fijar. La iluminación no es fundamental, ya que se adapta a muy diversas condiciones lumínicas. Acepta todo tipo de alimento, tanto disecado como artemia o mysis.
En acuariofilia es considerada una plaga y existen varios métodos para su erradicación. Los mejores, como siempre, son sus predadores naturales: la gamba Lysmata wurdemanni, el pez lima Acreichthys tomentosus, el nudibranquio Berghia verrucicornis o los peces mariposa del género Chelmon.

## Especies
El Registro Mundial de Especies Marinas acepta las siguientes especies en el género:
- Aiptasia californica Carlgren, 1952
- Aiptasia carnea Andrès, 1881
- Aiptasia diaphana (Rapp, 1829)
- Aiptasia erythrochila (Fischer, 1874)
- Aiptasia insignis Carlgren, 1941
- Aiptasia inula (Duchassaing & Michelotti, 1864)
- Aiptasia leiodactyla Pax, 1910
- Aiptasia mimosa (Duchassaing & Michelotti, 1864)
- Aiptasia minuta (Verrill, 1866)
- Aiptasia mutabilis (Gravenhorst, 1831)
- Aiptasia pallida (Agassiz in Verrill, 1864)
- Aiptasia parva Carlgren, 1938
- Aiptasia prima (Stephenson, 1918)
- Aiptasia pulchella Carlgren, 1943
- Aiptasia saxicola Andrès, 1881
- Aiptasia tagetes (Duchassaing & Michelotti, 1864)